# 클럭 속도

마이크로프로세서 클럭 속도는 프로세서의 템포를 설정하는 발진기에 의해 생성되는 초당 펄스 수를 측정한다. 헤르츠(초당 펄스) 단위로 측정된다.

클럭 속도(영어: clock rate, 문화어: 박자속도) 또는 클럭 주파수는 컴퓨터 프로세서의 동작 속도이다. "초당 주기"로 측정하며 헤르츠(Hz) 단위를 사용한다. 일반적으로 프로세서의 클럭 생성기가 부품의 작동을 동기화하는 데 사용되는 펄스를 생성할 수 있는 주파수를 나타내며 프로세서 속도의 지표로 사용된다. 주파수 헤르츠(Hz)의 SI 단위로 측정된다.
1세대 컴퓨터의 클럭 속도는 헤르츠 또는 킬로헤르츠(kHz) 단위로 측정되었으며, 1970년대와 1980년대에 출시된 최초의 개인용 컴퓨터(PC)는 클럭 속도를 메가헤르츠(MHz)로 측정했으며, 21세기에는 속도가 일반적으로 기가헤르츠(GHz)로 광고된다. 이 지표는 성능에 영향을 미칠 수 있는 다른 기능을 일정하게 유지하면서 동일한 제품군 내의 프로세서를 비교할 때 가장 유용하다.

## 결정 요인

### 비닝

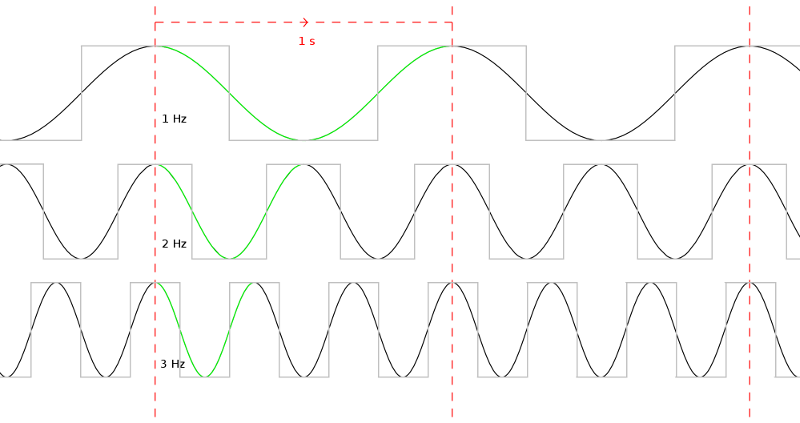
클럭 신호 및 클럭 속도 표현

현대 프로세서 제조업체들은 일반적으로 더 높은 클럭 속도에서 작동하는 프로세서에 더 높은 가격을 책정하는데, 이러한 관행을 비닝(binning)이라고 한다. 특정 CPU의 경우, 클럭 속도는 제조 공정의 마지막 단계에서 각 프로세서의 테스트를 통해 결정된다. 칩 제조업체는 "최대 클럭 속도" 사양을 발표하고, 가장 복잡한 명령어를 실행하고 데이터 패턴이 가장 느리게 안정될 때에도 (최저 성능을 제공하는 온도와 전압에서 테스트) 해당 사양을 충족하는지 확인하기 위해 칩을 판매하기 전에 테스트한다. 특정 표준을 준수하는 것으로 성공적으로 테스트된 프로세서는 3.50 GHz와 같은 더 높은 클럭 속도로 표기될 수 있으며, 더 높은 클럭 속도 표준을 통과하지 못했지만 더 낮은 클럭 속도 표준을 통과한 프로세서는 3.3 GHz와 같은 더 낮은 클럭 속도로 표기되어 더 낮은 가격에 판매될 수 있다.

### 공학
CPU의 클럭 속도는 일반적으로 발진 수정의 진동수에 의해 결정된다. 일반적으로 수정 발진기는 고정된 사인파를 생성하는데, 이는 주파수 참조 신호이다. 전자 회로는 이를 디지털 전자 응용 분야를 위해 동일한 주파수의 방형파로 변환하거나 (또는 CPU 멀티플라이어를 사용할 경우, 수정 참조 주파수의 고정된 배수로 변환한다). CPU 내부의 클럭 분배 네트워크는 해당 클럭 신호를 필요한 모든 부분으로 전달한다. A/D 변환기는 샘플링 속도를 설정하기 위해 유사한 시스템에 의해 구동되는 "클럭" 핀을 가지고 있다. 특정 CPU에서 발진 수정을 절반 주파수로 진동하는 다른 수정으로 교체하면 (언더클럭이라고 함) 일반적으로 CPU 성능이 절반으로 줄어들고 CPU에서 발생하는 폐열도 줄어든다. 반대로, 일부 사람들은 발진 수정을 더 높은 주파수의 수정으로 교체하여 CPU 성능을 높이려고 한다 (오버클럭이라고 함). 그러나 오버클럭의 양은 각 펄스 후 CPU가 안정화되는 데 걸리는 시간과 생성되는 추가 열에 의해 제한된다.
각 클럭 펄스 후에 CPU 내부의 신호선은 새 상태로 안정화될 시간이 필요하다. 즉, 모든 신호선은 0에서 1로, 또는 1에서 0으로의 전환을 완료해야 한다. 다음 클럭 펄스가 그 전에 오면 결과가 올바르지 않다. 전환 과정에서 일부 에너지는 열로 낭비된다 (주로 구동 트랜지스터 내부에서). 많은 전환을 유발하는 복잡한 명령을 실행할 때 클럭 속도가 높을수록 더 많은 열이 발생한다. 트랜지스터는 과도한 열로 손상될 수 있다.
완전히 정적 코어를 사용하지 않는 한 클럭 속도에도 하한선이 있다.

## 역사적 이정표 및 현재 기록
최초의 완전 기계식 디지털 컴퓨터인 Z1은 1Hz (초당 사이클) 클럭 주파수로 작동했으며, 최초의 전기기계식 범용 컴퓨터인 Z3는 약 5–10 Hz의 주파수로 작동했다. 최초의 전자식 범용 컴퓨터인 ENIAC은 사이클링 장치에 100 kHz 클럭을 사용했다. 각 명령이 20 사이클이 걸렸으므로 명령 처리 속도는 5 kHz였다.
최초의 상업용 PC인 MITS의 Altair 8800은 2 MHz (초당 200만 사이클) 클럭 속도의 인텔 8080 CPU를 사용했다. 오리지널 IBM PC (c. 1981)는 4.77 MHz (초당 4,772,727 사이클) 클럭 속도를 가졌다. 1992년 휴렛 팩커드와 디지털 이큅먼트 코퍼레이션(DEC)은 각각 PA-7100과 AXP 21064 DEC 알파에서 RISC 기술을 사용하여 100 MHz를 초과했다. 1995년 인텔의 P5 펜티엄 칩은 100 MHz (초당 1억 사이클)로 작동했다. 2000년 3월 6일, AMD는 인텔이 1 GHz 시스템을 출시하기 며칠 전에 1 GHz 이정표를 통과했음을 시연했다. 2002년에는 Intel Pentium 4 모델이 3 GHz (초당 30억 사이클, 약 0.33 나노초당 1사이클에 해당) 클럭 속도를 가진 최초의 CPU로 출시되었다. 그 이후로 생산 프로세서의 클럭 속도 증가는 더 느려졌고, 성능 향상은 다른 설계 변경을 통해 이루어졌다.
2011년에 세워진 CPU 클럭 속도 최고 기네스 세계 기록은 LHe/LN2 극저온 욕조에서 오버클럭된 AMD FX-8150 Bulldozer 기반 칩으로 8.42938 GHz이며, 공랭으로는 5 GHz이다. 이는 2012년 11월에 LN2에 담근 AMD FX-8350 Piledriver 기반 칩으로 달성한 CPU-Z 오버클럭 최고 CPU 클럭 속도 기록인 8.79433 GHz에 의해 경신되었다. 또한 HWBOT 주파수 순위에서 8.72 GHz로 오버클럭된 약간 느린 AMD FX-8370에 의해 경신되었다. 이 기록들은 2025년에 인텔 코어 i9-13900KF가 9.12 GHz로 오버클럭되면서 깨졌다.
생산 프로세서의 최고 부스트 클럭 속도는 2024년 1분기에 출시된 i9-14900KS로, 6.2 GHz로 클럭되었다.

## 연구
엔지니어들은 CPU가 좀 더 빠르게 안정화되거나 전환당 에너지를 약간 덜 사용하도록 설계하는 새로운 방법을 계속해서 찾고 있으며, 이러한 한계를 극복하여 약간 더 높은 클럭 속도로 실행될 수 있는 새로운 CPU를 생산하고 있다. 전환당 에너지의 궁극적인 한계는 가역 컴퓨팅에서 탐구된다.
최초의 완전 가역 CPU인 Pendulum은 1990년대 후반 매사추세츠 공과대학교에서 표준 CMOS 트랜지스터를 사용하여 구현되었다.
엔지니어들은 또한 CPU가 클럭 사이클당 더 많은 명령어를 완료하여 더 낮은 CPI (클럭 또는 클럭 사이클당 명령어 수)를 달성할 수 있도록 설계하는 새로운 방법을 계속 찾고 있다. 이는 이전 CPU와 동일하거나 더 낮은 클럭 속도로 실행될 수 있음에도 불구하고 달성된다. 이는 코드의 명령어 수준 병렬성을 활용하려는 명령어 파이프라인 및 비순차적 명령어 처리와 같은 아키텍처 기술을 통해 이루어진다.

## 비교
CPU의 클럭 속도는 동일한 제품군의 CPU 간 비교에 가장 유용하다. 클럭 속도는 다른 제품군의 프로세서를 비교할 때 성능에 영향을 미칠 수 있는 여러 요소 중 하나일 뿐이다. 예를 들어, 50 MHz로 작동하는 인텔 80486 CPU를 장착한 IBM PC는 동일한 CPU와 메모리를 장착하고 25 MHz로 작동하는 PC보다 약 두 배 빠를 것이지만 (내부적으로만), 동일한 클럭 속도로 작동하는 MIPS R4000에서는 그렇지 않을 것이다. 이는 두 프로세서가 다른 아키텍처와 마이크로아키텍처를 구현하기 때문이다. 또한, "누적 클럭 속도"는 총 코어 수를 총 클럭 속도로 곱한 값으로 가정하기도 한다 (예: 듀얼 코어 2.8 GHz 프로세서가 누적 5.6 GHz로 작동하는 것). CPU 성능을 비교할 때 고려해야 할 다른 많은 요소들이 있는데, CPU의 데이터 버스 폭, 메모리 대기 시간, 캐시 아키텍처 등이 있다.
클럭 속도만으로는 일반적으로 다른 CPU 제품군을 비교할 때 정확한 성능 측정으로 간주되지 않는다. 소프트웨어 벤치마크가 더 유용하다. 클럭 속도는 다른 CPU가 한 사이클에 수행할 수 있는 작업량이 다르기 때문에 때로는 오해의 소지가 있을 수 있다. 예를 들어, 슈퍼스칼라 프로세서는 평균적으로 한 사이클당 하나 이상의 명령어를 실행할 수 있지만, 클럭 사이클당 "더 적은" 작업을 수행하는 것은 드문 일이 아니다. 또한, 서브스칼라 CPU 또는 병렬 처리의 사용도 클럭 속도와 관계없이 컴퓨터의 성능에 영향을 미칠 수 있다.

## 같이 보기
- 명령 주기
- 펄스파
- 초당 명령 수
- 무어의 법칙